# Ballarat East
Ballarat East är en del av en befolkad plats i Australien. Den ligger i delstaten Victoria, omkring 100 kilometer väster om delstatshuvudstaden Melbourne.
Runt Ballarat East är det ganska glesbefolkat, med 22 invånare per kvadratkilometer.. Närmaste större samhälle är Ballarat, nära Ballarat East.
I omgivningarna runt Ballarat East växer huvudsakligen savannskog. Genomsnittlig årsnederbörd är 764 millimeter. Den regnigaste månaden är juni, med i genomsnitt 94 mm nederbörd, och den torraste är januari, med 26 mm nederbörd.